# Rand
|  | For den amerikanske tænketank, se RAND Corporation |
Rand er en sydafrikansk møntenhed. En rand svarer til 100 cents. Den sydafrikanske rand blev introduceret i 1961. Den erstattede det sydafrikanske pund.
Sydafrika i er møntunionen Common Monetary Area (CMA) med Lesotho, Swaziland og Namibia, og disse landes valutaer – lesothiske loti, swazilandske lilangeni og namibiske dollar – kan veksles med rand i forholdet 1:1. Rand er gyldigt betalingsmiddel i alle fire CMA-lande.
Brugen af zimbabwisk dollar blev suspenderet i Zimbabwe 12. april 2009 grundet hyperinflation, og rand bruges nu også i Zimbabwe sammen med adskillige andre valutaer (botswanske pula, britiske pund, euro, amerikanske dollar, australske dollar (AUD), kinesiske yuan, indiske rupi og japanske yen)

## Billeder på pengesedlerne
På:
- 10 rand-sedlen er der et billede af et næsehorn.
- 20 rand-sedlen er der et billede af en elefant.
- 50 rand-sedlen er der et billede af en løve.
- 100 rand-sedlen er der et billede af en afrikansk bøffel.
- 200 rand-sedlen er der et billede af en leopard.